# San Francisco Solano (Buenos Aires)
San Francisco Solano est une localité dans la province de Buenos Aires, répartie entre les partidos d'Almirante Brown et de Quilmes, en Argentine.

## Géographie
San Francisco Solano est une banlieue de l'agglomération du Grand Buenos Aires qui se trouve à 15 km du centre-ville. Le territoire de San Francisco Solano est réparti inégalement entre les deux partidos d'Almirante Brown et Quilmes (6,21 km2 de son territoire est dans Quilmes et 5,04 km2 dans Almirante Brown). L'Arroyo Santo Domingo et l'Arroyo San Francisco traversent la localité.

### Transports
La ville est reliée à Quilmes et Burzaco par la route provinciale 4. Jusqu'en 1977, San Francisco Solano entretenait une liaison ferroviaire avec Avellaneda et La Plata grâce au Chemin de fer General Manuel Belgrano (ligne P1).

## Toponymie
La localité est nommée ainsi car, à partir de 1773, le territoire sur lequel elle a été fondée appartenait au couvent de San Francisco Solano de Buenos Aires.

## Histoire
Dès 1580, les terres sur lesquelles repose aujourd'hui la localité sont réparties sous les ordres de Juan de Garay. Le couvent de San Francisco Solano de Buenos Aires mit en culture ces terres à partir de 1773. Après leur vente à Manuel Obligado, ces terrains sont hérités par Pastor Obligado et Julia Obligado. La gare est inaugurée en 1926. La société TULSA acheta les terrains afin d'organiser leur répartition. La date de la première vente aux enchères marque la fondation de la ville : le 12 octobre 1949 ; le journaliste Abraham Mendelevich étant l'un des premiers acheteurs.

## Population et société
San Francisco Solano comptait 81 707 habitants en 2001, 53 363 dans Quilmes et 28 344 dans Almirante Brown. Elle a donc droit à une délégation municipale dans les deux partidos, celle d'Almirante Brown étant représentée par José Vélez.

## Patrimoine culturel et touristique
- Chapelle Nuestra Señora De Fátima (Notre-Dame de Fátima), construite en 1974.

## Personnalités
- Pastor Obligado (1818-1870), homme politique et militaire, premier gouverneur constitutionnel de la province de Buenos Aires.
- Agustín Almendra (né en 2000), footballeur.